# Renato González Moraga
Renato González Moraga (Constitución, Región del Maule; 5 de octubre de 1903-Santiago, Región Metropolitana de Santiago; 8 de junio de 1989) fue un periodista deportivo chileno, conocido por sus seudónimos de "Mister Huifa", "Pancho Alsina", "Rincón Neutral" y "Ticiano". Es considerado un maestro por distintas generaciones de periodistas.
Se destacó por su labor en la prensa escrita, donde sus crónicas y columnas lo hicieron acreedor a variadas distinciones; entre ellas, la de ser el primero en obtener el Premio Nacional de Periodismo Deportivo en 1969. En 1983 se le concedió la calidad de Hijo Ilustre de Constitución, su ciudad natal. En 1988, la Digeder lo homenajeó al bautizar la sala de prensa de ese organismo como "Sala Renato González Moraga". Entre Suiza '54 y España '82, asistió a siete campeonatos mundiales de fútbol.

## Biografía

### Primeros años
Hijo de un contratista de ferrocarriles, vivió en Constitución hasta su adolescencia. Luego su familia se trasladó a Santiago, donde cursó sus estudios secundarios en el Liceo Miguel Luis Amunátegui. Posteriormente entró a estudiar medicina en la Universidad de Chile; más tarde se inscribió en la misma universidad para estudiar odontología, que debió abandonar cuando le faltaba poco para titularse al morir su padre en 1924.
Tuvo varios trabajos ocasionales hasta que en 1928 acompañó a un amigo periodista a una velada de boxeo. Allí, desde su butaca, se dedicó a opinar y recriminar libremente a los púgiles, sin darse cuenta de que lo escuchaba Byron Gigoux, director de Las Últimas Noticias, quien al presentarse le dijo: «¿Quiere trabajar conmigo?». De este modo empezó a escribir sus primeras columnas, bajo el nombre de "Mister Huifa", personaje que logró moldear el deporte chileno desde una mirada crítica y coloquial. Este seudónimo, el más conocido de los suyos, fue una idea del dibujante Victorino (Víctor Bianchi) cuando tuvo que firmar su primera columna: «Pónle Míster Huifa, así le ponemos a cualquier cosa que nadie quiere reconocer», le dijo[cita requerida].

### Radio y televisión
Aunque su fuerte fue el periodismo escrito, también fue reconocido por su labor como comentarista deportivo en diversas radioemisoras, como Agricultura, Cooperativa -luego de su muerte en 1989, la caseta de transmisiones de Radio Cooperativa pasó a llamarse Caseta Renato González Moraga/Mister Huifa-, Corporación, El Mercurio, Minería, Prat, Siam y Sol de Lima. Además, incursionó en televisión, en las pantallas de Televisión Nacional de Chile, Canal 13 de Santiago y Canal 4-5 de Valparaíso.

### Especialidades
Se identificó con las disciplinas más populares y decía, por el contrario, que no le agradaban demasiado los deportes de elite. Fue un entusiasta del boxeo, deporte que alguna vez intentó practicar en su juventud y por el cual se ganó un puesto en el periodismo; también se especializó en ciclismo y fútbol. Fue él quien, por la década del '40, bautizó al boxeador Antonio "Fernandito" Fernández como "El Eximio"[cita requerida]. En su época también fue amigo personal de Arturo Godoy, quien cuando era consultado sobre su trayectoria y sus peleas en el extranjero siempre pedía que todo se lo preguntaran a Renato González: «Él sabe mejor mi propia historia que yo»[cita requerida]. Publicó El boxeo en Chile (1973), donde repasó someramente la historia del pugilismo desde sus comienzos hasta entonces.

### Controversias
El Premio Nacional de Periodismo le fue negado en varias ocasiones. En su funeral, Julio Martínez recordó esta situación: «Yo fui su discípulo, y después su amigo [...] No recibió el premio de Periodismo. Fue rechazado. Alguien está en deuda» —en octubre de 1995, el propio Martínez se convirtió en el primer y único periodista deportivo en recibir, hasta el momento, dicha distinción—.

## Obras
- 1961: Historia de los Campeonatos Mundiales de Fútbol.
- 1973: El Boxeo en Chile.
- 1986: Las Memorias de Míster Huifa

## Premios
| Premio                                  | Año  |
| --------------------------------------- | ---- |
| Premio Nacional de Periodismo Deportivo | 1969 |
| Hijo Ilustre de Constitución            | 1983 |
| Premio Raúl Prado Cavada                | 1986 |